# People in Love
People in Love was de derde single van 10cc die het album Deceptive Bends moest promoten. De single bleef echter in de schaduw staan van haar voorgangers The Things We Do for Love en Good Morning Judge. Het is dan ook niet zo’n catchy lied als die voorgangers en leunt meer naar de stijl van I'm Not in Love.
Het lied gaat over het feit, dat liefde letterlijk blind maakt; People in love do silly things. Voorbeelden: men loopt onder de bus, praat in de nacht tegen het plafond. Ook de blijheid wordt weergegeven: I’ll never be sitting alone in the dark.
B-kant was I’m so Laid Back, I’m Laid Out, dat niet op het originele album stond, maar wel op de geremasterde versie.

## Musici
- Eric Stewart – eerste zangstem, gitaar, toetsinstrumenten,
- Graham Gouldman – achtergrondzang, basgitaar, akoestische en elektrisch gitaar
- Paul Burgess – slagwerk, percussie
- Del Newman – arrangement strijkinstrumenten.

## Lijsten
In Nederland haalde deze single noch tipparade, noch hitparade, ook in andere landen was het resultaat mager, dat in tegenstelling tot voorgangers en opvolger Dreadlock Holiday. Het heeft ook (gegevens augustus 2010) geen notering gehad in de Radio 2 Top 2000.
Graham Gouldman · Eric Stewart · Kevin Godley · Lol Creme

Paul Burgess · Rick Fenn · Stuart Tosh · Duncan Mackay · Tony O'Malley